# Veronika Baculáková
Veronika Baculáková, též Veronika Baculák (* 13. března 1940), byla slovenská a československá politička maďarské národnosti, po sametové revoluci poslankyně Sněmovny národů za hnutí Együttélés, respektive za Maďarské křesťanskodemokratické hnutí.

## Biografie
Ve volbách roku 1990 zasedla do Sněmovny lidu (volební obvod Západoslovenský kraj) za hnutí Együttélés, respektive za Maďarské křesťanskodemokratické hnutí. Ve Federálním shromáždění setrvala jen do své rezignace v říjnu 1990.